# 대구과학대학교
대구과학대학교(大邱科學大學校, Taegu Science University)는 대한민국 대구광역시 북구에 있는 사립 전문대학이다.

## 역사
대구과학대학교는 1960년 1월 “참교육으로 미래를 밝히리라”라는 건학 이념으로 영송(嶺松) 김종옥(金鍾玉) 박사가 3년제 초급대학으로 설립한 대구간호학교이다. 교훈은 “진리․창의․박애”이다. 1972년 12월 대구 간호전문학교로 승격, 1978년 12월 학교법인 한별학숙설립으로 대구간호전문대학으로 승격 인가를 받았다. 1981년 10월 대구여자전문대학으로 교명을 변경하였으며, 1983년 11월 대구전문대학을 거쳐, 1998년 5월 대구과학대학으로 교명을 변경하였다. 2011년 11월 지금의 대구과학대학교(大邱科學大學校, Taegu Science University)로 교명을 변경하였다.
1960~1999년
- 영송 김종옥 박사 대구간호학교 설립(1960)
- 간호 양성기관 지정(보건사회부 장관, 1962)
- 교직과정 설치 승인(문교부 장관, 1962)
- 간호원양성기관(대구병원) 연구지정(보건사회부 장관, 1966)
- 대구간호전문학교 승격(문교부 장관, 1972)
- 대구간호전문대학으로 승격(1978)
- 대구여자전문대학으로 교명 변경(1981)
- 대구전문대학으로 교명 변경(1983)
- 부설 유치원 개원(1984)
- 교육인적자원부 평가 대구·경북지역 1위 대학 선정(1996)
- 실업계 고등학교 연계 교육 운영 우수대학 선정(1999)
- 교육인적자원부 주문식 교육 운영대학 선정(1999)
2000~2010년
- 교육과학기술부 선정 특성화 사업 운영대학(2000~2006) 선정(2000)
- 측량 최우수기관 대통령상 수상(2000)
- 정보통신부 선정 IT 전문 교육과정 운영대학(2001~2002) 선정(2001)
- 중소기업청 기술지도(TRITAS) 대학(2001~2005) 선정(2001)
- 교육인적자원부 GIS/LIS 특성화 최우수 대학(2002~2008) 선정(2002)
- 국토교통부 공간정보교육 거점대학(2004~2013) 선정(2004)
- 지식경제부 지역혁신 특성화지원사업(2004~2005) 선정(2004)
- 여성부 지역사업 맞춤형 취업지원 사업(2004~2007) 선정(2004)
- 국가균형발전위원회(전문대학특성화분야) 교육과학기술부총리상 수상(2006)
- 교육과학기술부 전문대학 글로벌 현장학십 사업(2007~2014) 선정(2007)
- 학교기업 레꼴(제과제빵) 국가재정지원사업(2008~2011) 선정(2008)
- 대구광역시 노동청 취업지원기능 확충사업(2009~2010) 선정(2009)
- 교육과학기술부 전문대학 교육역량 강화사업 우수대학(2009~2013) 선정(2009
- 교육과학기술부 산학협력중심 전문대학(2009~2011) 선정(대구시 전문대학 유일, 2009)
- 교육과학기술부 전문대학 교육역량강화사업 우수대학 선정(2010)
- 고용노동부 청년직장체험프로그램(2010~2013) 선정(2010)
2011~2020년
- 대구과학대학교 교명 변경(2011)
- 고용노동부 청년취업진로지원(취업지원관)사업(2011~2015) 선정(2011)
- 대구시 어린이 식품안전 및 영양교육사업 위탁기관 선정(2011)
- 중소기업청 및 시장경영진흥원 상인대학 운영기관(2011~2013) 선정(2011)
- 교육과학기술부 글로벌 거점대학 육성사업(GHC)(2011~2012) 선정(2011)
- 대구 주얼리산업 브랜드 마케팅 활성화사업(2011~2013) 선정(2011)
- 교육과학기술부 “교육기부인증기관”(2011~2016) 선정(2011)
- 교육과학기술부 학사제도 개선 시범 운영대학(2011~2014) 선정(2011)
- 스마트 콘텐츠 전문인력개발 및 일자리 창출사업(2011~2015) 선정(2011)
- 국가재난 응급의료 전문가 과정 교육센터(BDLS Basic Trainer Center) 지정(미국의학협회/BDLSF)(2011)
- 한국산업인력공단 국가기술자격 업무협약(MOU) 체결(2012)
- 교육과학기술부 산학협력 선도전문대학(LINC)(2012~2017) 선정(2012)
- 교육과학기술부 전문대학 기관평가 인증대학 선정(2013)
- 대구광역시 교육청 일반고 직업과정(조리ㆍ제과제빵 전공) 위탁교육기관 (2013~2014) 선정(2013)
- 여성가족부 여대생커리어개발 프로그램지원사업 선정(2013)
- 대구광역시 어린이 식품안전·영양교육사업 위탁운영기관 선정(2013)
- 삼성전자서비스(주) 고객응대서비스 인턴십프로그램사업 선정(2013)
- 한국간호교육평가원 2주기 대구·경북 최초「간호교육 인증평가」‘5년’인증대학(2013~2018) 선정(2013)
- 대구광역시 달성군 어린이 급식관리지원센터 위탁운영기관(2013~2016) 선정(2013)
- 정부대구지방합동청사 어린이집 위탁운영기관(2013~2017) 선정(2013)
- 고용노동부 청년 강소기업체험프로그램(2014~2015) 선정(2014)
- 교육부 특성화 전문대학 육성사업(SCK)(2014~2018) 선정(2014)
- 교원양성기관평가 A등급 획득(유아교육과, 간호학과)(2014)
- 교원양성기관평가 실기교사양성학과 유지 획득 (건축, 레저, 방송, 식품, 정보통신, 컴퓨터)(2014)
- 고용노동부 일반고 특화 직업능력개발훈련과정 위탁교육기관(한식·양식·제과제빵·네일아트 전공)(2015~2016) 지정(2015)
- 대구광역시 교육청, 경상북도 교육청 일반고 특화 직업능력개발훈련과정 위탁교육기관(2015~2018) 선정(2015)
- 대구광역시체육회 운동부 육성지원사업 선정(2015)
- 교육과학기술부 전문대학 글로벌 현장학습 사업(2016~2018) 선정(2016)
- 교육부 특성화 전문대학 육성사업 중간(성과)평가 “매우우수” 등급 획득(2016)
- 교육부 대구·경북·강원권 NCS거점대학(2016)
- 대구광역시 북구 강북 어린이급식관리지원센터 위탁운영기관(2016~2018) 선정(2016)
- 교육부 사회맞춤형 산학협력 선도전문대학(LINC+) 육성사업(2017~2021) 선정(2017)
- 국토교통부 공간정보 특성화 전문대학 선정(2017)
- 교육부 “교육기부인증기관” (2017~2020) 선정(2017)
- 한국간호교육평가원 3주기 「간호교육 인증평가」 ‘5년’ 인증대학(2018~2022) 선정(2017)
- 교육부 교원양성기관평가 A등급 획득(유아교육과)(2017)
- 교육부 전문대학 기관평가 인증 획득(2017)
- 대학기본역량진단 “자율개선대학(2019-2021)” 선정(2018)
- 전문대학혁신지원사업 지원대학(2019-2021) 선정(2018)
- 교육부 우수 교수학습센터(2019~2021) 지정(2018)
- 한국산업인력공단 K-Move스쿨(2018~2020) 선정(2020)
- 2020년 전문대학 혁신지원사업 3유형(후진학 선도형)(2020~2022) 선정(2020)
- 교육부 대학 비대면 교육 긴급지원사업 선정(2020)
- 한국영양교육평가원 영양사교육과정 평가 인증(2021~2025) 획득(2020)
2021년 ~
- 대학진로탐색캠프 운영대학 선정(2021)
- 학사학위 전공심화과정설치 인가(치위생학과, 아동청소년지도학과)(2021)
- 전문대학 비대면 수업콘텐츠 및 자료개발 지원사업 선정(2021)
- 교육부 전문대학 기본역량진단 “일반재정지원대학”(2022~2024) 선정(2021)
- 고용노동부 일반고 특화 직업능력개발훈련과정 위탁교육기관 지정
- 전문대학 3주기 기관평가인증(고등직업 교육품질 인증) 인증(2022~2026) 획득(2021)
- 교육부 교원양성기관 역량진단 A등급 획득(간호학과)(2022)
- 학사학위 전공심화과정설치 인가(유아교육학과)(2022)
- 지자체-대학 협력기반 지역혁신사업(RIS사업) 참여대학(2022~2026) 선정(2022)
- 교육부 3단계 산학연협력 선도전문대학 육성사업(LINC 3.0)(2022~2025) 선정(2022)
- 교육부 전문대학 혁신지원사업(2022~2024) 선정(2022)
- 교육부 전문대학 전문기술석사과정 인가(2022)
- 교육부 고등직업교육거점지구 사업(HiVE) 참여대학(2022~2024) 선정(2022)
- 교육부 2022년 우수 교수학습지원센터(2022~2025) 선정(2022)
- 한국간호교육평가원 4주기 「간호교육 인증평가」 ‘3년’ 인증대학(2023~2025) 선정(2022)
- 한국보건의료정보관리교육평가원 1주기 보건의료정보관리교육 평가·인증 ‘5년’ 인증대학(2023~2027) 선정(2023)
- 대한상공회의소 2023년 직업계고 채용연계형 직무교육과정 지원사업(반도체전자과) 선정(2023)
- 대한민국 해병대 부사관 학군단(RNTC)(2023) 선정(2023)
- 교육부 2주기 대학의 평생교육체제 지원사업(LiFE 2.0)(2023~2025) 선정(2023)
- 교육부 2023년 마이스터대 지원사업(2023~2024) 선정(2023)
- 교육부 전문대학 혁신지원사업 Ⅱ유형(지방 전문대학 활성화)(2023~2024) 선정(2023)
- 교육부 지정 “교육기부우수기관”(2024~2026) 선정(2023)
- 지역기반형 유아교육보육 혁신지원사업(2024~2027) 선정(2024)
- 간호학과 실습교육지원사업(2024~2029) 선정(2024)
- 교육부 전문대학 혁신지원사업(2025~2027) 선정(2024)
- 지역혁신중심 대학지원체계(RISE) 사업(2025~2029) 선정(2025)
- 교육부 전문대학 혁신지원사업(2025~2027) 선정(2025)

## 교육편제(2025학년도 기준)
| 자연과학계열 | 인문사회계열 | 공학계열                                                                                     | 예·체능계열 |
| --- | --- | -------------------------------------------------------------------------------------------- | --- |
| - 간호학과(4년제) - 치위생과(3년제) - 물리치료과(3년제) - 안경광학과(3년제) - 의무행정과 - 의료보험서비스학과 - 식품영양조리학부 - 식품영양전공 - 조리제과제빵음료 전공 | - 유아교육과(3년제) - 금융부동산과 - 청소년교육지도과 - 평생학습상담과 - 경찰경호행정과 - 사회복지상담과 - 사회복지웰빙과 - 국방기술행정과 | - 컴퓨터정보과 - SNS응용창업학과 - 측지정보과 - 반도체전자과 - 건축인테리어과 - 건축산업학과 | - 방송영상제작과 - 뮤지컬연기과 - 뷰티디자인과 - 헤어디자인과 - 패션주얼리과 - 레저스포츠과 - 전문스포츠지도과 |

## 캠퍼스 풍경
대구과학대학교는 대구광역시의 전문대학으로, 북구 태전동에 그 교사가 위치한다. 총 교지면적 53,753m2에 대학본부, 중앙도서관, 과학관, 인문관, 자연관, 사회관, 종합복지관, 중앙도서관, 영송체육관, 기숙사, 글로벌 관 등의 건물이 들어서 있다. 기숙사는 340실에 722명을 수용한다. 도서관은 12만 7,000의 장서와 전자책 3,385종을 보유하고 있다.
부속기관으로는 중앙도서관, 평생교육원, 취창업정보센터, 국제교류센터, 전산정보운영센터, 교수학습지원센터, NCS지원센터, 학생생활관, 영송기념관, 제주연수원,동해연수원, 청도연수원, 교육방송국 등이 있다.